# Gérard Yvon
Gérard Yvon, né le 30 décembre 1908 à Courmemin et mort le 24 décembre 1970 à Vendôme, est un homme politique français.

## Biographie
Maire de Vendôme, il est député de Loir-et-Cher de 1962 à 1968.